# Ioan Tomșa
Ioan Tomșa (n. 28 noiembrie 1897, comitatul Arad, Regatul Ungariei – d. 3 decembrie 1953, Căpâlnaș, RPR) a fost un deputat în Marea Adunare Națională de la Alba Iulia, organismul legislativ reprezentativ al „tuturor românilor din Transilvania, Banat și Țara Ungurească”, cel care a adoptat hotărârea privind Unirea Transilvaniei cu România, la 1 decembrie 1918.:p. 79

## Activitatea politică
Ioan Tomșa, născut la data de 28 noiembrie 1897 și decedat în ziua de 3 decembrie 1953, este ales ca delegat supleant  al Cercului Făget-Birchiș, județul Caraș-Severin.:p. 79